# تاكو ياشيرو
تاكو ياشيرو (八代拓 ياشيرو تاكو) هو مؤدي أصوات ياباني ولد في 6 يناير 1993 في محافظة إيواته.

## أدواره في الأنمي

### مسلسلات أنمي تلفزيونية
- لعبة داروين - رييوجي ماييساكا[3]
- النمر المقنع W - ناوتو أزوما/تايغر ماسك
- غانغستا - غاواين
- فايري تايل - دورياتي
- هل من الخطأ أن أسعى وراء الفتيات في المتاهات؟ - سكوت أولدز
- سورد أوراتوريا - آلن فروميل
- قرية الضياع - هاياتو
- أكا: قسم التفتيش الخاص بالقطاع 13 - رايل
- 7 صح 3 خطأ - واتارو ماروياما
- آيدولماستر سايد إم - تسوباسا كاشيواغي
- متاعب سايكي كوسوؤو - بياكويا أماغي
- جاندام بيلد دايفرز - تسوكاسا شيبا
- المدير الأوسط تونيغاوا - إيبيتاني
- دومستك نا كاناجو - ناتسوؤو فوجي
- إعادة تجسيدي في هيئة هلام - إفريت
- نهضة بطل الدرع - فان رايخنوت
- الخادم الأسود: فصل الساحرة الزمردية - رودغر

### أفلام أنمي
- مابوروشي - دايسوكي ساساكورا

### أدواره في ألعاب الفيديو
- آيدولماستر سايد إم - تسوباسا كاشيواغي
- جوجوز بيزار أدفنتشر: آيز أوف هيفن - أكسل رو

## وصلات خارجية
- تاكو ياشيرو على موقع IMDb (الإنجليزية)
- تاكو ياشيرو على موقع ميتاكريتيك (الإنجليزية)
- تاكو ياشيرو على موقع روتن توميتوز (الإنجليزية)
- تاكو ياشيرو على موقع ميوزك برينز (الإنجليزية)
- تاكو ياشيرو على موقع أول موفي (الإنجليزية)
- تاكو ياشيرو على موقع ديسكوغز (الإنجليزية)
- تاكو ياشيرو على موقع قاعدة بيانات الفيلم (الإنجليزية)
- تاكو ياشيرو على موقع ANN person (الإنجليزية)